# River Loughor
River Loughor är ett vattendrag i Storbritannien.   Det ligger i riksdelen Wales, i den södra delen av landet, 270 km väster om huvudstaden London.